# Bussières, Yonne
Bussières är en kommun i departementet Yonne i regionen Bourgogne-Franche-Comté i norra Frankrike. Kommunen ligger i kantonen Quarré-les-Tombes som tillhör arrondissementet Avallon. År 2022 hade Bussières 114 invånare.

## Befolkningsutveckling
Antalet invånare i kommunen Bussières
| Referens: INSEE |